# Studio szum
Studio szum – solowy album Kuby Sienkiewicza wydany W kwietniu 2000, stanowiący zbiór piosenek napisanych przez autora na zamówienie.
Na płycie znalazły się utwory pochodzące z seriali: Ja, Malinowski, Pokój 107, filmu Spona, reklamy ubezpieczeń emerytalnych (z których Sienkiewicz sobie w piosence zażartował i ją odrzucono), programów telewizyjnych Odjazd i Taksówka Jedynki oraz niezrealizowanego serialu Juliusza Machulskiego Szczęki. Oprócz tego na płytę trafiła instrumentalna wersja utworu „Chodzę i pytam” z albumu grupy Elektryczne Gitary pt. A ty co, a także kilka utworów nienapisanych na zamówienie.

## Lista utworów
1. „Ja, Malinowski” (K. Sienkiewicz)
2. „Dojrzały człowiek” (K. Sienkiewicz)
3. „Tańczmy do końca” (K. Sienkiewicz)
4. „Moje szczęki” (K. Sienkiewicz)
5. „Taksówka Jedynki”  (K. Sienkiewicz)
6. „Szpieguję wszystkich” (K. Sienkiewicz)
7. „Pochwała barów mlecznych” (J. Bojakowski / K. Sienkiewicz)
8. „Hymn funduszu emerytalnego” (K. Sienkiewicz)
9. „Melodia z pokoju 107” (instr.) (K. Sienkiewicz)
10. „Wydaj mi sponę” (J. Sienkiewicz)
11. „Chodzony i pytany” (instr.) (K. Sienkiewicz, A. Korecki)
12. „Oczy twe jasne” (J. Wąsowski)
13. „Flamenco znad Sanu” (J. Bojakowski / K. Sienkiewicz)
14. „Wyleczony” (K. Sienkiewicz)
15. „Fantazja a la speluna” (instr.) (K. Sienkiewicz)

## Wykonawcy
- Kuba Sienkiewicz – gitary, śpiew
- Jacek Wąsowski – gitara, mandolina, banjo
- Zbigniew Łapiński – fortepian, syntezator
- Andriej Owczynnikow – gitara basowa, kontrabas
- Aneta Baculewska-Owczynnikow – skrzypce
- Aleksander Korecki – saksofon, flet
- Tomasz Konopiński – akordeon, instrumenty perkusyjne
- Tomasz Grochowalski – gitara basowa, perkusja
- Paweł Twardoch – perkusja